# Antocha mysorensis
Antocha mysorensis är en tvåvingeart som beskrevs av Alexander 1974. Antocha mysorensis ingår i släktet Antocha och familjen småharkrankar. Inga underarter finns listade i Catalogue of Life.